# Balogh György (színművész)
Balogh György (Kevermes, 1837. április 2. (keresztelés) – Malacka, 1879. október 5.) színész, színigazgató.

## Életútja
Balogh Sámuel és Balogh Ilona fia. 1853. január 9-én lett színész, Szabó Józsefnél Aradon. 1871-ben színigazgató lett. 1879. április 14-én ülte meg színészi működése 26 éves jubileumát, Esztergomban, Csiky Gergely »Ellenállhatatlan« című vígjátékábán, a kém szerepében. Részt vett az Ozorai-Balogh-féle Bécsi magyar népszínmű társulat vezetésében, 1880. május 1-én.
Jó komikus és kitűnő díszletfestő is volt.

## Magánélete
Első neje: Lankótzi Terézia, szubrett, született 1849-ben. A színipályára 1868. november 24-én lépett. Második neje B. Teréz (azelőtt Zoltánné), 1874 nyarán Kolozsvárott működött; 1876. július 11-én a Népszínházban vendégszerepelt a Falu rosszában. 1879. április 30-án elbúcsúzott a kolozsváriaktól a Sárga csikó Erzsike szerepében.

## Fontosabb szerepe
- Zipfel (Berg: A plébános szakácsnéja)

## Működési adatai
1860: Philippovics István; 1861: Takács Ádám; 1863: Dráguss Károly, Horváth József; 1863–66: Szabó-Philippovics István; 1866–69: Follinus János.
Igazgatóként: 1869: Jászberény; 1870: Abony; 1871: Gyöngyös; 1872: Eger; 1873: Jászberény; 1874: Léva; 1875: Nyitra; 1876: Trencsén; 1877: Dunaszerdahely; 1878: Esztergom.